# N.E.C. in het seizoen 1957/58
Het seizoen 1957/1958 was het vierde jaar in het bestaan van de Nijmeegse betaaldvoetbalclub N.E.C.. De club kwam uit in de Tweede divisie B en eindigde daarin op de e plaats. Tevens deed de club mee aan het toernooi om de KNVB beker, hierin werd de club in de eerste ronde uitgeschakeld door DIO '30 (2–5).

## Wedstrijdstatistieken

### Tweede divisie B
|       | Be Quick | Enschedese Boys | Go Ahead | Heerenveen | Heracles | Oldenzaal | Oosterparkers | PEC   | Rheden | Tubantia | Veendam | Velocitas | Zwartemeer | Zwolsche Boys |
| ----- | -------- | --------------- | -------- | ---------- | -------- | --------- | ------------- | ----- | ------ | -------- | ------- | --------- | ---------- | ------------- |
| Thuis | 5 – 2    | 2 – 1           | 1 – 1    | 1 – 1      | 0 – 3    | 3 – 3     | 1 – 0         | 2 – 0 | 3 – 0  | 2 – 0    | 0 – 0   | 2 – 0     | 3 – 2      | 2 – 1         |
| Uit   | 6 – 3    | 4 – 3           | 4 – 2    | 3 – 5      | 3 – 2    | 1 – 3     | 2 – 1         | 2 – 1 | 3 – 0  | 0 – 0    | 2 – 1   | 3 – 0     | 1 – 1      | 2 – 0         |

### KNVB beker
| 1e ronde                                               | DIO '30                                                       | 5 – 2 (2 – 0) | N.E.C.                                   |
| 26 december 1957 Plaats: Druten Sportpark De Gelenberg | Daan van Woezik 25', 30' Toonen Lakenberg 84' Loet van Kampen |               | 40' Tini van Reeken 70' Moises Bicentini |

## Statistieken N.E.C. 1957/1958

### Eindstand N.E.C. in de Nederlandse Tweede divisie B 1957 / 1958
| Stand | Gespeeld | Gewonnen | Gelijk | Verloren | Punten | Doelpunten voor | Doelpunten tegen |
| ----- | -------- | -------- | ------ | -------- | ------ | --------------- | ---------------- |
| 5e    | 28       | 11       | 6      | 11       | 28     | 48              | 50               |

### Topscorers
| #              | Naam                   | Goal |
| -------------- | ---------------------- | ---- |
| 1.             | Moises Bicentini       | 16   |
| 2.             | Rein Bosch             | 6    |
| 3.             | Wim van der Linden     | 5    |
| 4.             | Tini van Reeken        | 4    |
| 4.             | Henk Roos              | 4    |
| 6.             | Jan van Boxtel         | 2    |
| 6.             | Teun van Ringelenstein | 2    |
| 6.             | Carel Roes             | 2    |
| 9.             | Wim van Dalen          | 1    |
| 9.             | Karel Driessen         | 1    |
| 9.             | Gerrie Jansen          | 1    |
| 9.             | Leo Kuhnen             | 1    |
| 9.             | Theo Orth              | 1    |
| 9.             | Teun Willemse          | 1    |
| Eigen doelpunt |                        |      |
| –              | Max Rosies (Veendam)   | 1    |
| Totaal         | Totaal                 | 48   |

| #      | Naam             | Goal |
| ------ | ---------------- | ---- |
| 1.     | Moises Bicentini | 1    |
| 1.     | Tini van Reeken  | 1    |
| Totaal | Totaal           | 2    |